# فوداج
فوداج یک روستا در ایران است که در دهستان باقران شهرستان بیرجند واقع شده‌است.
جمعیت این روستا طبق سرشماری عمومی نفوس و مسکن (۱۳۹۵) تعداد ۹۰ نفر در ۲۹ خانوار بوده است . 

## مشاهیر
حکیم سعدالدین بن شمس‌الدین نزاری فوداجی بیرجندی قهستانی از سرایندگان بزرگ نیمه دوم سده هفتم و آغاز قرن هشتم، در سال ۶۵۰ هجری قمری در روستای فوداج از توابع بیرجند متولد شده است.